# Burg bei Deblinghausen
Die Burg genannte Wallburg liegt südwestlich des Ortsteils Deblinghausen des Fleckens Steyerberg im Landkreis Nienburg/Weser in Niedersachsen.

## Geschichte
Es sind keine historischen Quellen bekannt, die sich auf diese Wallburg beziehen lassen. Die bisherigen Keramikfunde auf der Burgfläche stammen aus der Eisenzeit, der Völkerwanderungszeit und dem Frühmittelalter, ohne dass sie konkret einen der Wälle datieren würden. Der Charakter der Anlage spricht für eine Entstehung im Frühmittelalter, ein eisenzeitlicher Ursprung mit späterer Wiederverwendung kann aber nicht ausgeschlossen werden. 

## Beschreibung
Die Burg bei Deblinghausen befindet sich auf einem nierenförmigen Sandrücken von 250 × 80 m Größe in einer Schleife der Großen Aue, der von drei Dünenkuppen geprägt ist. Im Osten und Nordosten der Erhebung verläuft ein Wall von 15–20 m Breite und 2,50–3,0 m Höhe. Im Nordwesten besteht eine Walllücke, die offenbar den ehemaligen Zugang markiert. Südlich von ihr liegt im Inneren ein kleiner Stichwall. Im Westen befindet sich wegen des dortigen Schutzes durch die Große Aue lediglich ein niedriger Randwall von max. 1 m Höhe, der nur noch streckenweise erhalten ist.
Ein Wallschnitt im Jahr 1978 ergab, dass der östliche Wall aus Plaggen aufgeschichtet wurde, wobei seine Vorderfront durch eine 2 m breite Packlage aus Steinen unter dem Plaggenauftrag stabilisiert wurde.
Die drei Dünenkuppen im Zentrum der Burganlage weisen gleichartige flache Einsenkungen auf, über deren Entstehung keine Aussagen getroffen werden können.